# 서이천 나들목
서이천 나들목(W.Icheon IC)은 경기도 이천시 마장면 장암리에 설치된 중부고속도로의 38번 교차로이며, 2001년 8월 1일에 곤지암 나들목 인근의 정체를 완화하기 위해 신설 개통되었다. 인근에 경강선 신둔도예촌역, 한국관광대학교, 한국도예고등학교가 있으며, 신둔면, 마장면, 이천시내로 진출할 수 있다.

## 연혁
- 2000년 7월 22일 : 2001년 12월까지 나들목 신설을 위해 경기도 광주군 초월면 신월리 ~ 이천시 호법면 후안리 24km 구간 도로구역 변경[2]
- 2001년 8월 1일 : 나들목 신설 개통[1]

## 구조물 정보
- 위치: 경기도 이천시 마장면 장암리
- 영업소: 경기도 이천시 마장면 서이천로 663

## 접속하는 도로
- 서이천로
- 간접 연결 : 국도 제3호선 (경충대로, 사음동삼거리 이용), 국도 제42호선 (중부대로, 도드람 교차로 이용)

## 교통량 정보
| 요금소          | 통행량 (대/일) | 통행량 (대/일) | 통행량 (대/일) | 통행량 (대/일) | 통행량 (대/일) | 통행량 (대/일) | 통행량 (대/일) | 통행량 (대/일) | 통행량 (대/일) | 통행량 (대/일) | 각주  |
| 요금소          | 2001년         | 2002년         | 2003년         | 2004년         | 2005년         | 2006년         | 2007년         | 2008년         | 2009년         | 2010년         | 각주  |
| --------------- | -------------- | -------------- | -------------- | -------------- | -------------- | -------------- | -------------- | -------------- | -------------- | -------------- | ----- |
| 서이천 (폐쇄식) | 3,571          | 4,387          | 5,658          | 5,658          | 6,287          | 7,043          | 7,813          | 7,838          | 8,038          | 8,831          | [ 3 ] |
| 요금소          | 2011년         | 2012년         | 2013년         | 2014년         | 2015년         | 2016년         | 2017년         | 2018년         | 2019년         |                | [ 3 ] |
| 서이천 (폐쇄식) | 9,238          | 9,436          | 10,236         | 11,409         | 11,745         | 11,121         | 10,871         | 10,735         | 11,014         |                | [ 3 ] |